# Pedro Fournau
Pedro Ernesto Fournau (Coronel Dorrego, 7 de julio de 1977) es un profesor y eclesiástico católico argentino, obispo auxiliar de Bahía Blanca desde 2024.

## Biografía
Nació el 7 de julio de 1977, en la ciudad argentina de Coronel Dorrego. Hijo de mecánico, Juan Pedro “Pocho” Fournau y de la docente Edda Vallejo. Fue bautizado en la parroquia Inmaculada Concepción.
Estudió Derecho en Bahía Blanca, aunque abandonó la carrera en el segundo año. Se involucró en grupos misioneros, movimientos de la Iglesia y la militancia política. Posteriormente, comenzó estudios en Magisterio y Ciencias sociales, desempeñándose como profesor de escuela durante cinco años en Bahía Blanca. También ejerció como catequista.
Descubrió su vocación religiosa, y en 2005 ingresó en el seminario. Realizó sus estudios eclesiásticos en el Seminario Arquidiocesano de Mercedes.
Cursa la licenciatura en Teología moral, con especialización en Moral social y Doctrina social de la Iglesia.

### Sacerdocio
Su ordenación sacerdotal fue el 7 de septiembre de 2012, en la parroquia Inmaculada Concepción de Coronel Dorrego —su parroquia natal—, a manos del arzobispo Guillermo Garlatti; incardinándose en la arquidiócesis de Bahía Blanca. Esta ceremonia marcó un hecho histórico al ser el primer dorreguense en ser ordenado en su ciudad.
Como sacerdote desempeñó los siguientes ministerios:
- Vicario parroquial de Nuestra Señora de los Desamparados, en Carhué (2012-2014).[4]
- Vicario parroquial y párroco de Nuestra Señora del Carmen, en Tres Arroyos (2014-2017).[5]
- Párroco de Santa Rosa de Lima, en Coronel Pringles (2017-2020).[5][6]
- Asesor de la Pastoral social y las Comunidades eclesiales de base.
- Formador del Seminario Arquidiocesano de Mercedes (2020-2024).[7]
- Delegado diocesano para la animación del Sínodo de la Sinodalidad.[8]
- Miembro del Consejo de Pastoral.

En mayo de 2024, participó en el Encuentro Internacional de Párrocos de cara a la II Sesión de la XVI Asamblea General del Sínodo de los obispos.

### Episcopado
El 12 de septiembre de 2024, el papa Francisco lo nombró obispo titular de Bararus y obispo auxiliar de Bahía Blanca.
Tras su nombramiento, se puso como lema la frase: "Ensancha el espacio de tu tienda".
Fue consagrado el 6 de diciembre del mismo año, en la capilla del colegio María Auxiliadora de Bahía Blanca, a manos del arzobispo Carlos Azpiroz Costa OP.
En la Conferencia Episcopal Argentina es, desde noviembre de 2024, miembro de las Comisión Episcopal de Fe y Cultura.